# Mungos
Mungos är det vetenskapliga namnet för ett släkte i familjen manguster med två arter som förekommer i Afrika. Tidigare ingick flera andra manguster i släktet. De flyttades sedan till andra släkten som Herpestes.
- sebramangust (Mungos mungo)
- Mungos gambianus

Vuxna exemplar når en kroppslängd (huvud och bål) av 30 till 45 cm, en svanslängd av 23 till 29 cm och en vikt av 1,0 till 2,2 kg. Dessa djur har en grov gråbrun päls. Sebramangusten har dessutom kännetecknande vitaktiga tvärstrimmor. Artens hår har ljusa och mörka band. Det enda tydliga mönstret hos Mungos gambianus är en ljus fläck på strupen med mörka strimmor vid halsens sidor. En naken fåra mellan näsan och övre läppen saknas. Varje fram- och bakfot är utrustad med fem fingrar respektive tår. Antalet spenar hos honor är 6.
De lever i grupper av 10 till 20 individer och bygger sina bon oftast i tomma termitstackar eller bon som lämnats av andra djur. I undantagsfall kan en flock ha 40 medlemmar. Individerna gräver även i branta slänter. Boet består vanligen av upp till nio ingångar, flera tunnlar och minst ett centralt rum som används som sovplats. Födan består huvudsakligen av skalbaggar och andra leddjur men de äter även många andra smådjur. Ofta lämnar flocken boet vid klockan 7 eller 8 och individerna vilar vid en skuggig plats under dagens hetaste timmar. Vid några tillfällen dokumenterades att flockens medlemmar markerade varandra med doftmärken från analkörtlarna.
Följande uppgifter registrerades för sebramangusten men antas även gälla för Mungos gambianus. Honor kan para sig under alla årstider. Vanligen får honorna som tillhör samma grupp sina ungar ungefär samtidig. Inom en flock förekommer upp till fyra kullar per år. Däremot är inte bekräftad att alla honor som ingår i flocken blir dräktiga vid varje parning. Dräktigheten varar i cirka två månader och sedan föds vanligen två eller tre ungar per kull. Ibland består en kull av upp till sex ungar. Ungarna får di även från andra honor än den egentliga modern. Vanligen stannar en eller två vuxna hanar nära boet tillsammans med ungarna när resten av flocken gör utflykter. Efter ungefär en månad börjar ungarna delta i vandringar. Hos honor infaller könsmognaden efter 9 till 10 månader.